# Now in Color
"Now in Color" (no Brasil, "Agora em Cores") é o terceiro episódio da minissérie da televisão estadunidense WandaVision, baseada nos personagens Wanda Maximoff / Feiticeira Escarlate e Visão da Marvel Comics. Ele segue o casal tentando esconder seus poderes enquanto vivem uma vida suburbana idílica nos anos 1970, na cidade de Westview. O episódio se passa no Universo Cinematográfico Marvel (UCM), dando continuidade aos filmes da franquia. Foi escrito por Megan McDonnell e dirigido por Matt Shakman.
Elizabeth Olsen e Paul Bettany reprisam seus respectivos papéis como Wanda Maximoff e Visião da série de filmes, estrelando ao lado de Teyonah Parris e Kathryn Hahn. Shakman se juntou à série em agosto de 2019. O episódio é uma homenagem a sitcoms dos anos 1970, como The Brady Bunch e Good Times. As filmagens aconteceram no Pinewood Atlanta Studios.
"Now in Color" foi lançado na Disney+ em 22 de janeiro de 2021.

## Enredo
Durante o que parece ser a década de 1970, Visão e Wanda, que ficou visivelmente grávida em um período de tempo incrivelmente curto, têm sua condição verificada por um Dr. Nielson, que dá a Wanda um atestado de boa saúde. O médico se prepara para sair com sua esposa de férias para as Bermudas. Enquanto Vision vê Nielson sair, ele vê seu vizinho Herb cortando a parede de concreto que separa as calçadas. O casal constrói um novo quarto para os bebês e debate como chamá-los, com Wanda preferindo o nome de Tommy, enquanto Visão prefere o nome de Billy. A gravidez de Wanda acelera rapidamente e ela começa a sentir contrações de Braxton Hicks antes de entrar em trabalho de parto. Enquanto isso, seus poderes ficam confusos, fazendo com que ela gere acidentalmente uma onda de energia que desliga a energia em Westview. Enquanto Visão corre para pegar o Dr. Nielsen, Wanda é visitada por Geraldine. Wanda tenta esconder sua gravidez de Geraldine, mas não consegue e depois dá à luz os gêmeos Tommy e Billy com a ajuda de Geraldine.
Visão se despede do Dr. Nielsen, com o médico dando a entender que as férias com sua esposa foram uma tentativa de escapar de Westview. Voltando para a casa, Visão pega Agnes e Herb fofocando, e as interrompe. Eles perguntam a Visão sobre Geraldine e tentam dizer a ele algo sobre ela, mas Agnes interrompe Herb quando ele gagueja repetidamente que "Ela veio aqui porque somos todos ..." Wanda interroga Geraldine depois que ela revela que conhece o irmão gêmeo de Wanda, Pietro foi morto por Ultron. Wanda nota que seu pingente tem um emblema de espada. Visão retorna para descobrir que Geraldine desapareceu, e Wanda diz que "ela teve que correr para casa." Geraldine é expulsa de uma parede de estática e é cercada pelos agentes da S.W.O.R.D..
Um comercial durante o programa WandaVision anuncia sabonete de banho HYDRA Soak.

## Produção

### Desenvolvimento
Em outubro de 2018, a Marvel Studios estava desenvolvendo uma série limitada estrelando Wanda Maximoff de Elizabeth Olsen e Visão de Paul Bettany dos filmes Universo Cinematográfico da Marvel (UCM). Em agosto de 2019, Matt Shakman foi contratado para dirigir a minissérie. Shakman e o redator principal Jac Schaeffer são produtores executivos ao lado de Kevin Feige, Louis D'Esposito e Victoria Alonso da Marvel Studios. Feige descreveu a série como parte de "sitcom clássico", parte "épico da Marvel", homenageando muitas eras de sitcoms americanos. O terceiro episódio, intitulado "Now in Color", foi escrito por Megan McDonnell, e é uma homenagem aos anos 1970, mudando para o Technicolor depois que os dois primeiros episódios foram em preto e branco.

### Roteiro
O episódio é uma homenagem a sitcoms dos anos 1970, como The Brady Bunch, Good Times, The Mary Tyler Moore Show e The Partridge Family. A co-estrela Teyonah Parris disse que fazer referência a The Brady Bunch e Good Times na série foi "um choque de muitos elementos e personagens", e usou os personagens Thelma e Willona de Good Times como um "ponto de referência". Olsen acreditava que Wanda durante o parto permitiu que ela "realmente se conectasse de volta" às memórias de seu irmão, Pietro, que ela havia enterrado. A série apresenta comerciais falsos que Feige disse que mostrariam "parte das verdades do programa começando a vazar", com "Now in Color", incluindo um comercial que anuncia o pó de banho Hydra Soak com o slogan "Encontre a Deusa Dentro!". Com a menção adicional de Hydra após seu uso no comercial do segundo episódio, Savannah Salazar da Vulture acreditava que poderia apontar para Hydra ser a organização por trás do que estava acontecendo, enquanto alguns dos diálogos aparentemente descreviam o que estava acontecendo em WandaVision, Wanda criando seu próprio mundo para escapar de seus problemas. Molly Edwards, da Total Film, concordou, acrescentando que algumas das frases usadas no comercial poderiam ser uma referência aos poderes de Wanda, e o slogan implica que os poderes de Wanda já estavam "dentro" e desbloqueados por Hydra, ao invés de ganhá-los por causa de sua experimentação.

### Elenco
O episódio é estrelado por Elizabeth Olsen como Wanda Maximoff, Paul Bettany como Visão, Teyonah Parris como Geraldine e Kathryn Hahn como Agnes. Também aparecendo no episódio estão Emma Caulfield Ford como Dottie Jones, David Payton como Herb, David Lengel como Phil Jones, Randy Oglesby como Doutor Stan Nielson, e Rose Bianco como Sra. Nielson. Ithamar Enriquez, Wesley Kimmel, Sydney Thomas e Victoria Blade aparecem durante o comercial falso.

### Filmagem e efeitos visuais
As filmagens no estúdio ocorreram no Pinewood Atlanta Studios em Atlanta, Geórgia, com a direção de Shakman, e Jess Hall servindo como diretor de fotografia. As filmagens de backlot e externas ocorreram em Los Angeles depois que a série retomou a produção após um hiato devido à pandemia de COVID-19. Hall iluminou o episódio usando luzes de tungstênio que eram comuns na era dos anos 1970. O episódio apresenta uma faixa risada, e é apresentado em uma proporção de 4:3 na maior parte do episódio, até o final quando Geraldine é expulsa da realidade de WandaVision e o episódio volta para uma tela ampla moderna proporção. Os efeitos visuais para o episódio foram criados por Monsters Aliens Robots Zombies, Framestore, Rodeo FX, Perception, RISE, The Yard VFX, SSVFX e capital T.

### Música
Os compositores da música tema Kristen Anderson-Lopez e Robert Lopez estavam orgulhosos da letra deste tema, com Lopez sentindo a letra "Um mais um é mais do que dois" e "Um mais um é família" eram "as mais idiotas e engraçadas e mais TV -como a letra que já escrevemos ". Anderson-Lopez apontou que a segunda vez foi originalmente "Um mais um é mais do que três", mas foi reescrito como "Um mais um é família" porque sentiu que o original poderia ter sido um spoiler. "Daydream Believer", dos The Monkees, é apresentado no episódio. A trilha sonora do episódio foi lançada digitalmente pela Marvel Music e Hollywood Records em 29 de janeiro de 2021, com a trilha do compositor Christophe Beck. A primeira faixa é a música tema do episódio, de Anderson-Lopez e Lopez.
| N.º            | Título                     | Duração |  |
| 1.             | "We Got Something Cooking" | 1:07    |  |
| 2.             | "Uncharted Waters"         | 1:06    |  |
| 3.             | "The Strangest Thing"      | 1:17    |  |
| 4.             | "Hydra-Soak"               | 0:39    |  |
| 5.             | "A Stork in the House"     | 0:49    |  |
| 6.             | "Fish Pants"               | 0:52    |  |
| 7.             | "A Child Is Born"          | 1:27    |  |
| 8.             | "Twins"                    | 1:44    |  |
| 9.             | "No Home"                  | 3:30    |  |
| Duração total: | Duração total:             | 12:31   |  |

## Divulgação
No início de dezembro de 2020, seis pôsteres para a série foram lançados diariamente, cada um representando uma década dos anos 1950 aos anos 2000. Charles Pulliam-Moore da io9 chamou este cartaz de "a maior mudança estética" em relação aos da década anterior, indicando que a série seria "em cores vivas". Ele não tinha certeza se as paredes nuas e a tigela de frutas no aparelho de televisão tinham algum significado, mas sentiu a fruta "como um aceno de cabeça para a surpreendente reviravolta do destino que a Visão descobriu um pouco mais adiante". Keegan Prosser, da Comic Book Resources, sentiu que o pôster tinha "painéis de madeira apropriados para uma década", com Wanda e Visão em roupas e estilos de cabelo adequados à época.

## Lançamento
"Now in Color" foi lançado no Disney+ em 22 de janeiro de 2021.

### Recepção da crítica
O site agregador de críticas Rotten Tomatoes relatou um índice de aprovação de 93% com uma pontuação média de 7,67/10 com base em 14 resenhas. O consenso crítico do site disse: ""Now in Color" assume um tom mais sombrio à medida que continua a desvendar o mistério central do programa, levantando quase tantas perguntas novas quanto respostas ao longo do caminho."
Sam Barsanti do The A.V. Club sentiu "a proverbial barreira se romper" quando Pietro foi nomeado, acrescentando "aquele momento arrepiante ... poderia ser um dos melhores momentos 'Oh droga, eles estão fazendo a coisa' em muito tempo." Seu colega Stephen Robinson deu ao episódio um "B+" e sentiu com este episódio, "o enredo começa a se emocionar", comparando o episódio mais com The Twilight Zone do que The Brady Bunch. Robinson estava menos entusiasmado com a era dos anos 1970 do que os anos 1960 do episódio anterior, e chamou a faixa do riso no episódio de "ainda mais intrusiva", mas acrescentou que parecia que quem estava controlando a realidade do sitcom a estava usando para esconder a natureza desordenada de Westview. Ele também desejou que Agnes fosse retratada mais no episódio e chamou todo o ato final do episódio de "perturbador" com todos os tons sombrios. Don Kaye revendo o episódio para Den of Geek sentiu que "abraça totalmente a estética da comédia da TV dos anos 1970, com penteados e roupas malucos, cenários iluminados e até mesmo uma nova música tema e sequência de créditos que parecem ter saído de um Brady Bunch audição". Ele deu a "Now in Color" quatro de cinco estrelas.
Darren Franich na Entertainment Weekly destacou Parris, apontando que um de seus monólogos "me deixou em pontos". No entanto, ele criticou uma suposta sequência assustadora no episódio como "genérica". O colega de Franich, Chancellor Agard, gostou muito da cegonha ganhando vida, pois era "um visual hilário" que "adicionou um nível extra de estranheza a todo o episódio". Ele apontou que as estacas emocionais da série, de Wanda escapar de sua tristeza por perder a visão e seu irmão Pietro "travaram no lugar" no final do episódio. Agard deu ao episódio um "B +", com o colega escritor da Entertainment Weekly Christian Holub "pirando" com a menção de Ultron. Escrevendo para IGN e dando a "Now in Color" um 8 de 10, Matt Purslow disse, "esta entrada do set de 1970 finalmente quebra a ilusão do sitcom apenas o suficiente para fazer os dois elementos de homenagem de comédia de TV da WandaVision e caixa de quebra-cabeça MCU parecerem coesos em vez de Podemos estar apenas alguns centímetros mais perto de aprender mais sobre o mistério do show, mas é uma milha à frente em termos de fazer WandaVision parecer uma parcela genuína de UCM." Com os eventos no final do episódio revelando que Westview era um lugar físico, Purslow questionou se seria talvez em uma realidade alternativa, estabelecendo um link para Doctor Strange in the Multiverse of Madness (2022).
Ben Travers do IndieWire foi mais crítico do episódio, dando-lhe um "C+". Ele sentiu que o equilíbrio entre uma série de homenagens de sitcom e um mistério "ainda estava longe, mas pelo menos a série parece estar se aproximando de reconhecer sua dualidade" e que Agnes foi subutilizada no episódio. Ele não gostou da fachada do mundo da sitcom afirmando "é realmente difícil relaxar e aproveitar o show ... quando você sabe que ele está lá apenas para preencher o tempo entre as gotas de informação". Dando ao episódio 2 de 5 estrelas, Abraham Riesman do Vulture sentiu que "Now in Color" "se propõe a aumentar a estranheza e confusão, e mais ou menos atinge esse objetivo", mas acrescentou que o único desafio que a WandaVision estava dando aos telespectadores era reunir pistas sobre o mistério que está sendo estabelecido, que era "a maneira mais vazia e condescendente de fazer com que as pessoas voltassem para alguma coisa". Ele continuou que "o que vimos até agora é preocupante para mim" e estava "preparado para ser agradavelmente surpreendido" se os episódios restantes se tornassem mais interessantes, mas não estava "aumentando minhas esperanças".

## Ligação externa
- Now in Color  (em inglês) no IMDb